# Araceli
Araceli ist eine philippinische Stadtgemeinde in der Provinz Palawan. Die Stadtgemeinde Araceli wurde 1960 auf einem Teil der Stadtgemeinde Dumaran gegründet. In der Gemeinde befindet sich ein Campus der Palawan State University.

## Baranggays
Araceli ist politisch in 13 Baranggays unterteilt.
- Balogo
- Dalayawan
- Lumacad
- Madoldolon
- Mauringuen
- Osmeña (Dagman)
- San Jose De Oro
- Santo Niño (Lambuan)
- Taloto
- Tinintinan
- Tudela (Calandagan)
- Poblacion (Centro)
- Tiemad
- Ongulan